# Largo Winch 2
Pour les articles homonymes, voir Largo Winch et Winch (homonymie).
Série
Largo Winch
(2008) Largo Winch : Le Prix de l'argent
(2024)
Pour plus de détails, voir Fiche technique et Distribution.
Largo Winch 2 est un film franco-belgo-germano-hongkongais, réalisé par Jérôme Salle, sorti en 2011.
Le film est la suite de Largo Winch, adapté de la bande dessinée éponyme de Jean Van Hamme et Philippe Francq.

## Synopsis
Propulsé à la tête du Groupe W après le décès de son père adoptif, Largo Winch décide à la surprise générale de le mettre en vente, afin de créer une ambitieuse fondation humanitaire. Mais le jour de la signature, il se retrouve accusé de crimes contre l'humanité par un mystérieux témoin. Pour prouver son innocence, Largo doit retourner sur les traces de sa vie passée, au cœur de la jungle birmane.

## Fiche technique
Sauf indication contraire, les informations mentionnées dans cette section peuvent être confirmées par la base de données cinématographiques IMDb,  présente dans la section « Liens externes ».
- Titre original : Largo Winch 2
- Titre québécois : Largo Winch: L'ultimatum
- Réalisation : Jérôme Salle
- Scénario : Jérôme Salle et Julien Rappeneau, d'après la bande dessinée éponyme de Jean Van Hamme et Philippe Francq
- Musique : Alexandre Desplat
- Direction artistique : Pascal Le Guellec, Laure Lepelley-Monbillard et Steve Spence
- Décors : Laurent Ott
- Costumes : Gabriele Binder
- Photographie : Denis Rouden
- Son : Jean-Paul Hurier, Marc Doisne, Niels Barletta, Antoine Ly, Marc Engels
- Montage : Stan Collet
- Production : Nathalie Gastaldo et Philippe Godeau
  - Production exécutive : Jean-Yves Asselin et Eric Zaouali
  - Production exécutive (Hong Kong) : Chen On Chu
  - Coproduction : Olivier Rausin
  - Production déléguée : Reza Bahar
  - Production associée : Philippe Francq
  - Assistante de production : Virginie Breydel de Groeninghe, Julie Viez et Candice Falesse
  - Supervision de production : Sebastian Schelenz
- Sociétés de production[1] :
  - France : Pan-Européenne, en coproduction avec Wild Bunch, TF1 Films Production, LW Production, Casa Productions et Fortis Film Fund, avec la participation de Canal +, CinéCinéma et Sofica SGAM AI Cinéma 2
  - Belgique : en coproduction avec Climax Films et la RTBF, avec la participation de la région wallonne, la région de Bruxelles-Capitale et la Casa Kafka Pictures Movie Tax shelter Empowered by Dexia, en association avec les éditions Dupuis
  - Allemagne : en coproduction avec Wild Bunch Allemagne
- Sociétés de distribution[2] : Wild Bunch Distribution (France) ; Cinéart (Belgique) ; JMH Distributions SA (Suisse romande)
- Budget : 24 147 028 €[3]
- Pays de production :  France,  Belgique,  Allemagne,  Hong Kong
- Langues originales : français, anglais, thaï, serbe
- Format[4] : couleur - 35 mm / DCP - 2,35:1 (Cinémascope) - son DTS | Dolby Digital
- Genre : action, thriller et aventures
- Durée : 114 minutes
- Dates de sortie[5] :
  - France, Suisse romande : 16 février 2011[6]
  - Belgique : 23 février 2011[7]
  - Québec : 19 juillet 2011 (sortie directement en DVD)
  - Allemagne : 6 octobre 2011 (sortie directement en DVD)
- Classification[8] :
  - France : tous publics[9]
  - Belgique : tous publics (Alle Leeftijden)[7]
  - Allemagne : interdit aux moins de 16 ans (FSK 16)
  - Suisse romande : interdit aux moins de 12 ans[10]

## Distribution
- Tomer Sisley : Largo Winch
- Sharon Stone (V.F. : Micky Sébastian) : Diane Francken
- Ulrich Tukur : Dwight Cochrane
- Olivier Barthélémy : Simon Ovronnaz
- Mamee Napakpapha Nakprasitte (V.F. : Laëtitia Lefebvre) : Malunaï
- Laurent Terzieff : Alexandre Jung
- Nicolas Vaude : Gauthier
- Miki Manojlovic : Nerio Winch
- Carlo Brandt : Freddy Kaplan
- Clemens Schick (V.F. : Frédéric Popovic) : Dragan Lazarevic
- Chantal Banlier : Infirmière Jung
- Dmitri Nazarov (V.F. : Jean-Bernard Guillard) : Virgil Nazatchov
- Wolfgang Pissors : Attinger
- Georges Siatidis : juge suisse
- Philippe van Kessel : Vladimir Podolsky
- Marc Ruchmann : Brian
- Charlie Dupont : Vladimir Podolsky
- Jan Hammenecker : douanier suisse
- Anatole Taubman : Beaumont
- Elizabeth Bennett (en) : Miss Pennywinkle
- Weronika Rosati : Anna
- François Montagut : Clive Hanson
- Nirut Sirichanya (V.F. : Vincent Violette) : Général Kyaw Min
- Vithaya Pansringarm : Colonel Komsan
- Praptpapol Suwanbang : Kadjang
- Leonardo Gillosi : Noom
- John Arnold : Thomas Jung
- Olivia Jackson : Chloe
- Sonia Couling : Wang
- Sahajak Boonthanakit : Dan Khongpipat
- Teerawat Mulvilai : Sam Sak
- Saichia Wongwirot : Ko Sin
- Tim Luscombe : John Stewart
- Gérald Marti : le chauffeur de Jung

Sources et légende : version française (VF) sur Voxofilm

## Production

### Lieux du tournage
Afin de représenter l'Ukraine lors des scènes de poursuite, c'est la ville de Charleroi en Belgique qui fut choisie. Tandis que Bruxelles sert de décor pour la ville suisse de Genève. Ces choix de tournage en Belgique ont permis à la production d'économiser quatre millions d'euros[réf. souhaitée].

## Bande originale
- Jump Around par House of Pain de 1992 (dans l'hôtel birman).

## Accueil

### Accueil critique
En France, le site Allociné propose une note moyenne de 3⁄5, à partir de l'interprétation de critiques provenant de 22 titres de presse.

### Box-office
Le film cumule 1,3 million de spectateurs, un score légèrement inférieur au premier volet (1,7 million).

## Distinctions
Entre 2011 et 2012, Largo Winch 2 a été sélectionné quatre fois dans diverses catégories et a remporté deux récompenses,.

### Récompenses
- Prix mondiaux de la bande originale 2011 : Prix mondial de la bande originale du meilleur compositeur de l'année pour Alexandre Desplat.
- Grands Prix de la vidéo et de la VOD 2012 : Prix de la meilleure performance en Blu-ray film français pour Jérôme Salle.

### Nominations
- Gérard du cinéma 2012 : Gérard de l'acteur qui ferait bien d'arrêter de se la jouer et d'apprendre à jouer tout court pour Tomer Sisley.
- Trophées du Film français 2012 : Trophée du public TF1 (élu par les internautes des sites du groupe TF1) pour Jérôme Salle.

## Autour du film

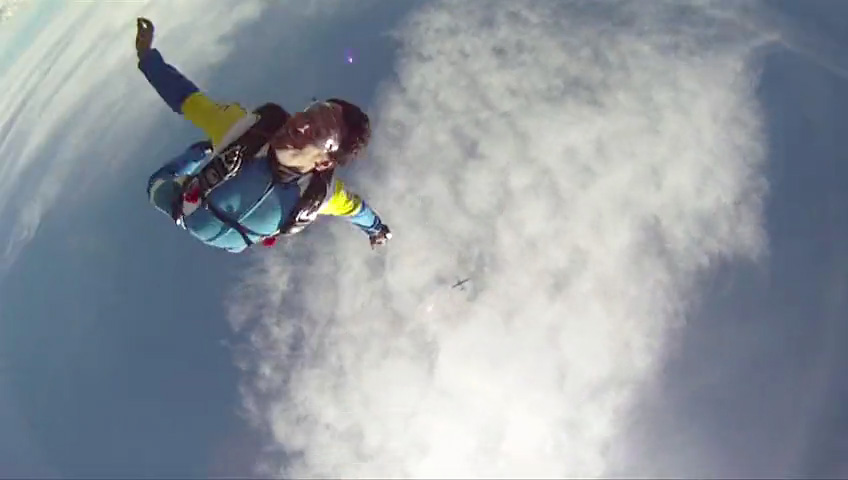
Tomer Sisley en chute libre pour le tournage de Largo Winch 2.

Le film s'inspire partiellement du double épisode La Forteresse de Makiling / L'Heure du Tigre[réf. nécessaire].
Tomer Sisley a réalisé sans doublure et sans trucage la scène de chute libre tournée en août 2010. Après un entraînement approprié, le comédien a été capable de sauter sans l'aide de personne.

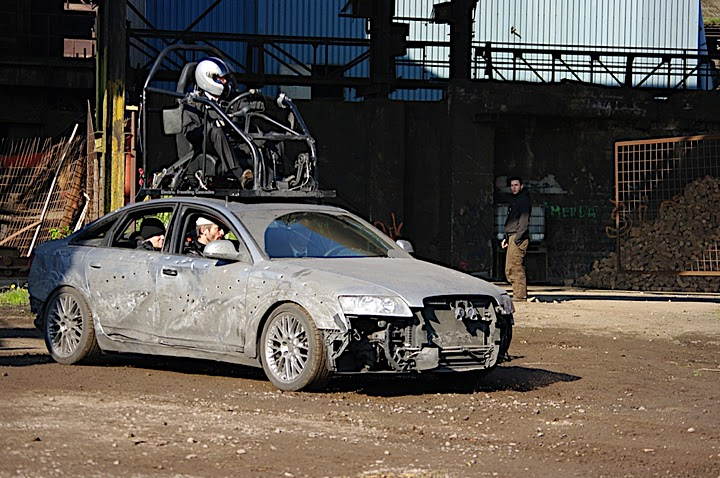
La voiture Audi à double commandes utilisée dans le film.

Pour réaliser les poursuites et les cascades de voiture, notamment celle d'ouverture, le réalisateur Jérôme Salle a fait appel à Stéphane Boulay, coordinateur de cascades. Un système de double commande a été créé sur l'une des Audi A6 utilisées, avec le poste de pilotage installé sur le toit afin d’avoir le comédien sans doublure au volant de la voiture (voir photo ci-contre).
Laurent Terzieff, déjà fortement marqué par la maladie, fait son ultime apparition à l'écran dans le rôle d'Alexandre Jung.